# Cinnyris tsavoensis
Cinnyris tsavoensis là một loài chim trong họ Nectariniidae.